# Cléon
 Cléon  es una población y comuna francesa, en la región de Alta Normandía, departamento de Sena Marítimo, en el distrito de Rouen y cantón de Caudebec-lès-Elbeuf.
Esta ciudad es conocida por su fábrica de Renault, que fabrica motores y cajas de cambio.
El nombre de la ciudad se utiliza para nombrar dos motores emblemáticos de Renault, el mítico "motor Cléon-Fonte" y "motor Cléon-Alu". Para los coleccionistas de coches antiguos, el nombre "Cleon" se refiere principalmente a estos dos motores que impulsan sus colecciones de vehículos.

## Demografía
| 1336 | 1938 | 3157 | 5089 | 5870 | 6042 |
| Para los censos de 1962 a 1999 la población legal corresponde a la población sin duplicidades (Fuente: INSEE [Consultar]) |      |      |      |      |      |